# Baht thailandese
Il baht (in thailandese บาท; [bàːt], simbolo: ฿, codice ISO 4217: THB) è la valuta ufficiale della Thailandia. L'emissione della valuta è responsabilità della banca di Thailandia. Il baht è suddiviso in 100 satang (in thailandese สตางค์; [sātāːŋ]).

## Monete
| 1 satang 1 | 15 mm    | 0,5 g | 99% alluminio                               | Re Maha Vajiralongkorn | Stemma del Re Maha Vajiralongkorn | 2018 |
| 5 satang 1 | 16,5 mm  | 0,6 g | 99% alluminio                               | Re Maha Vajiralongkorn | Stemma del Re Maha Vajiralongkorn | 2018 |
| 10 satang1 | 17,5 mm  | 0,8 g | 99% alluminio                               | Re Maha Vajiralongkorn | Stemma del Re Maha Vajiralongkorn | 2018 |
| 25 satang  | 16 mm    | 1,9 g | rame                                        | Re Maha Vajiralongkorn | Stemma del Re Maha Vajiralongkorn | 2018 |
| 50 satang  | 18 mm    | 2,4 g | rame                                        | Re Maha Vajiralongkorn | Stemma del Re Maha Vajiralongkorn | 2018 |
| 1 baht     | 20 mm    | 3 g   | acciaio placcato da nichel                  | Re Maha Vajiralongkorn | Stemma del Re Maha Vajiralongkorn | 2018 |
| 2 baht     | 21,75 mm | 4 g   | bronzo                                      | Re Maha Vajiralongkorn | Stemma del Re Maha Vajiralongkorn | 2018 |
| 5 baht     | 24 mm    | 6 g   | cupronickel ricoperto da rame               | Re Maha Vajiralongkorn | Stemma del Re Maha Vajiralongkorn | 2018 |
| 10 baht    | 26 mm    | 8,5 g | esterno: cupronickel centro: bronzalluminio | Re Maha Vajiralongkorn | Stemma del Re Maha Vajiralongkorn | 2018 |

### Annotazioni
1. Le monete da 1, 5 e 10 satang si incontrano raramente in circolazione.[1] Anche se le monete in satang hanno ancora corso legale, alcuni negozi non le accettano.
2. Le monete più vecchie, alcune delle quali ancora in circolazione, avevano solo i numeri thai, ma le più recenti hanno anche i numeri arabi.
3. L'emissione standard della moneta da 10 baht ha al rovescio in alto il numero 10 in Braille.
4. Le monete da 10 baht sono molto simili a quelle da 2 euro in dimensione forma e peso e alcuni distributori automatici le confondono.[2] Nei primi mesi di introduzione dell'euro, le monete da 10 baht funzionavano al posto delle monete da 2 euro nelle macchine venditrici.
5. Sono state fatte molte monete commemorative da 1, 5 e 10 baht.

Monete in circolazione:.
- 25 satang (ottone)
- 50 satang (ottone)
- 1 baht (cupronickel)
- 2 baht (acciaio placcato)
- 5 baht (cupronickel con copertura di rame)
- 10 baht (bimetallica; ottone al centro, cupronickel la corona esterna)

Inoltre in circolazione, ma molto rari, vi sono anche le monete da 10, 5 e 1 satang in alluminio.

## Banconote
| Serie classiche | Serie classiche        | Serie classiche                                                          | Serie classiche |
| Valore          | Diritto                | Rovescio                                                                 | Serie           |
| --------------- | ---------------------- | ------------------------------------------------------------------------ | --------------- |
| 20 baht         | Re Maha Vajiralongkorn | Re Buddha Yodfa Chulaloke (Rama I) e Re Buddha Loetla Nabhalai (Rama II) | 2018            |
| 50 baht         | Re Maha Vajiralongkorn | Re Jessadabodindra (Rama III) e Re Mongkut (Rama IV)                     | 2018            |
| 100 baht        | Re Maha Vajiralongkorn | Re Chulalongkorn (Rama V) e Re Vajiravudh (Rama VI)                      | 2018            |
| 500 baht        | Re Maha Vajiralongkorn | Re Prajadhipok (Rama VII) e Re Ananda Mahidol (Rama VIII)                | 2018            |
| 1000 baht       | Re Maha Vajiralongkorn | Re Bhumibol Adulyadej (Rama IX) e Re Maha Vajiralongkorn (Rama X)        | 2018            |

Le banconote in circolazione sono:
- 10 baht - arancio (ormai rara)
- 20 baht - verde
- 50 baht - blu (in polimeri)
- 100 baht - rosso
- 500 baht - viola
- 1000 baht - grigio/marrone